# Tôi Có một Ước mơ

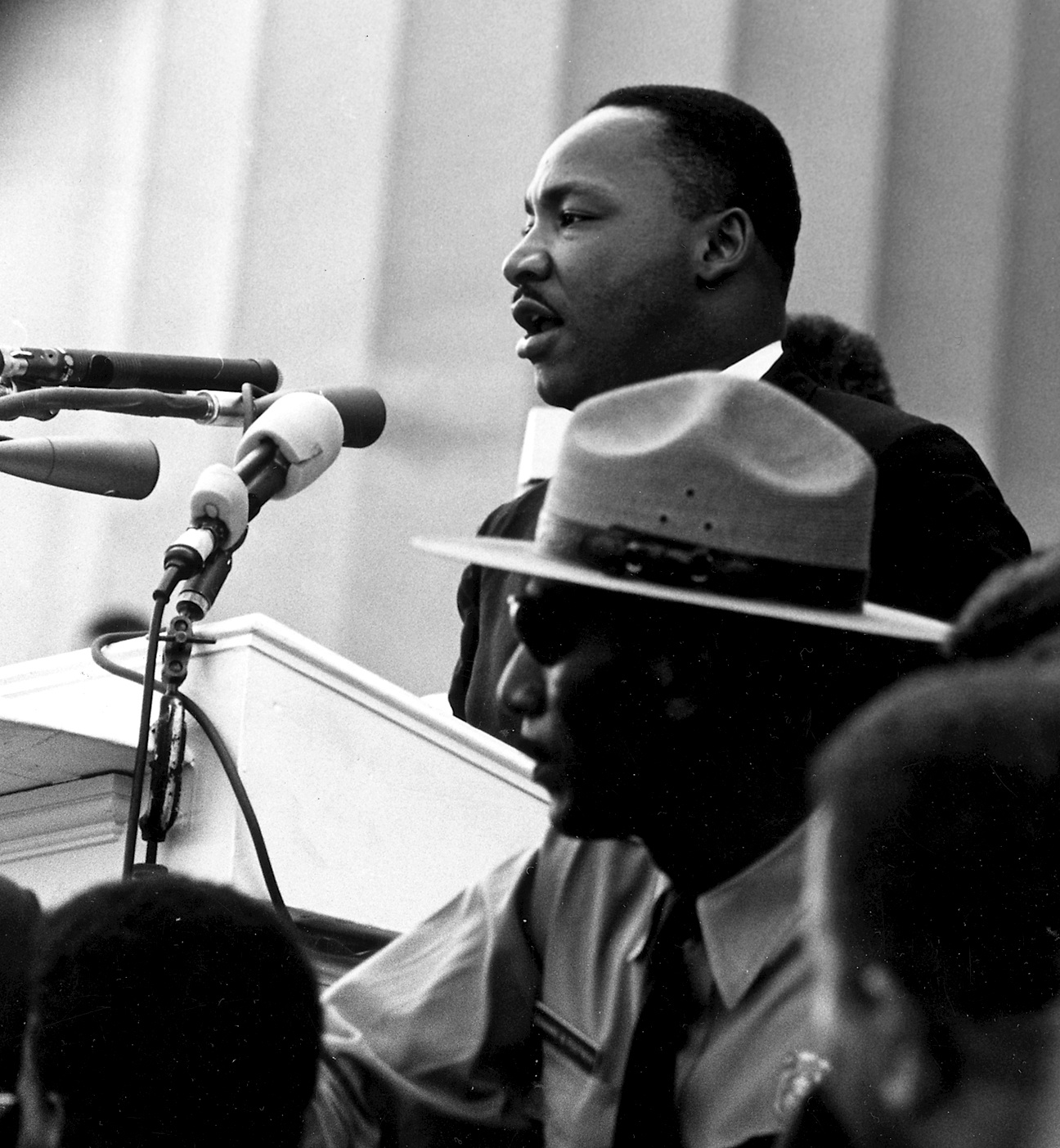
Martin Luther King, Jr. đọc bài diễn văn Tôi Có một Ước mơ tại Washington, D.C.

"Tôi Có một Ước mơ" (tên gốc tiếng Anh: "I Have a Dream") là tên phổ biến của bài diễn văn nổi tiếng nhất của Martin Luther King, Jr., khi ông nói, với sức mạnh thuyết phục của tài hùng biện, về ước mơ của ông cho tương lai của nước Mỹ, khi người da trắng và người da đen có thể sống chung hoà thuận như những con người bình đẳng. Ngày 28 tháng 8 năm 1963, King đọc bài diễn văn này từ những bậc thềm của Đài Tưởng niệm Lincoln trong cuộc Tuần hành đến Washington vì Việc làm và Tự do. Đó là thời điểm quyết định cho Phong trào Dân quyền Mỹ.
Khởi đầu với gợi ý đến bản Tuyên ngôn Giải phóng Nô lệ, văn kiện năm 1863 công bố sự tự do cho hàng triệu nô lệ, King đưa ra nhận xét, "nhưng một trăm năm sau, người da đen vẫn chưa được tự do." Khi sắp kết thúc bài diễn văn, King rời bỏ bản thảo soạn sẵn để trình bày một điệp ngữ đầy tính ngẫu hứng, khi ông nhắc đi nhắc lại câu, "Tôi có một ước mơ", có lẽ theo yêu cầu của Mahalia Jackson, "Nói cho họ biết về ước mơ đó đi, Martin!"  Đây là thời khắc đẩy cảm xúc người nghe lên đỉnh điểm, và khiến nó trở thành phần nổi tiếng nhất của bài diễn văn: King kể cho họ nghe về ước mơ của ông, phác họa những hình ảnh về sự tự do và bình đẳng đang trỗi dậy từ vùng đất nô lệ và đầy hận thù. "Tôi có một ước mơ" đứng đầu danh sách 100 bài diễn văn chính trị xuất sắc nhất nước Mỹ trong thế kỷ 20, theo sự bình chọn năm 1999 của giới học giả về diễn thuyết trước công chúng.

## Bối cảnh

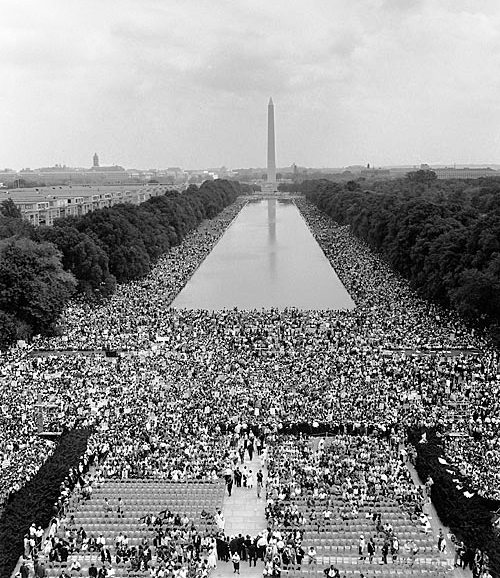
Quang cảnh cuộc tuần hành, nhìn từ Đài Tưởng niệm Lincoln

Cuộc Tuần hành vì Việc làm và Tự do tổ chức tại Washington một phần nhằm biểu dương sự hậu thuẫn dành cho cuộc vận động của Tổng thống Kennedy trong tháng 6 thông qua các đạo luật dân quyền. King cùng những nhà lãnh đạo Phong trào Dân quyền đồng ý duy trì lập trường ôn hòa, và tránh kêu gọi những hành động bất tuân dân sự là dấu ấn nổi bật của Phong trào Dân quyền. King dự định sử dụng diễn từ này như một cơ hội để tôn vinh Diễn văn Gettysburg của Abraham Lincoln, nhân dịp kỷ niệm một trăm năm Bản Tuyên ngôn Giải phóng Nô lệ.

### Tựa đề và sự hình thành
Từ thập niên 1960, King đã khởi sự nói về "ước mơ" khi ông diễn thuyết tại Hiệp hội vì sự Thăng tiến của người Da màu (NAACP) mà ông gọi là "Người da đen và ước mơ Mỹ", trình bày về khoảng cách giữa Giấc mơ Mỹ và cuộc sống thực tế của người Mỹ; ông cho rằng những người ủng hộ thuyết da trắng ưu việt làm tan nát ước mơ, và thêm rằng "Chính phủ liên bang của chúng ta khoét sâu thêm qua thái độ vô cảm và đạo đức giả, và bởi sự phản bội của họ đối với chính nghĩa của công lý". King nhận định, "Có thể lắm người da đen chính là phương tiện Chúa dùng để cứu rỗi linh hồn nước Mỹ." Tháng 6, 1963 ở Detroit, King cũng nói về một "ước mơ" khi ông tuần hành trên Đại lộ Woodward với Walther Reuther và Mục sư C. L. Franklin.
Diễn từ King trình bày tại cuộc tuần hành Washington, "Tôi có một ước mơ", có vài phiên bản được viết vào những thời điểm khác nhau. Không có một phiên bản độc nhất nhưng là một sự tổng hợp từ vài bản thảo, lúc đầu được gọi là "Normalcy, Never Again". Một ít từ bản thảo này cùng một ít từ một bản thảo khác, "Normalcy Speech", được đem vào bản thảo sau cùng. Một bản thảo "Normalcy, Never Again" được lưu giữ tại Thư viện Robert W. Woodruff của Trung tâm Đại học Atlanta và Đại học Morehouse.
Khi sắp kết thúc bài diễn văn, Tiến sĩ King nghe tiếng kêu to của ca sĩ nổi tiếng thuộc dòng nhạc Phúc âm, Mahalia Jackson, từ dưới đám đông, "Nói cho họ biết về ước mơ đó đi, Martin!". King ngưng đọc bài diễn văn soạn sẵn, và khởi sự "thuyết giảng", nhấn mạnh đến câu nói cao trào, "Tôi có một ước mơ".
Bài diễn văn được phác thảo với sự trợ giúp từ Stanley Levinson và Clarence Benjamin Jones ở Riverdale, Thành phố New York. Jones thuật lại, "việc chuẩn bị hậu cần cho cuộc tuần hành quá nặng nề đến nỗi bài diễn văn không được xem là ưu tiên", ông thêm, "vào chiều tối thứ Ba, ngày 27 tháng 8 [12 giờ trước khi cuộc tuần hành bắt đầu] Martin vẫn chưa biết phải nói gì".
Trước đó, King đã ứng dụng thủ pháp điệp ngữ cho câu "Tôi có một ước mơ" khi diễn thuyết trước cử tọa 25 000 người tại Cobo Hall ở Detroit ngay sau cuộc Diễu hành cho Tự do với sự tham dự của 125 000 người tại Detroit vào ngày 23 tháng 6 năm 1963. Sau cuộc tuần hành tại Washington, một bản thu âm diễn từ của King tại Cobo Hall được phát hành với tiêu đề "The Great March to Freedom".

## Phong cách
Được ca tụng như là một kiệt tác của thuật hùng biện, bài diễn văn của King được định hình theo phong cách thuyết giáo của các mục sư da đen thuộc hệ phái Baptist, thường viện dẫn từ những nguồn có giá trị thiêng liêng và được mọi người tôn trọng như Kinh Thánh, Tuyên ngôn Độc lập Hoa Kỳ, Tuyên ngôn Giải phóng Nô lệ và Hiến pháp Hoa Kỳ.
Thông qua thủ thuật hùng biện để kiến tạo những liên tưởng (định nghĩa bởi Campell và Huxman (2003) như là "những trích dẫn gián tiếp từ kiến thức văn hoá chung của người Mỹ như Kinh Thánh, thần thoại Hi Lạp và La Mã, hoặc lịch sử nước Mỹ"), King sử dụng ngôn từ và các trích đoạn từ những áng văn thâm thuý và được yêu thích của văn hóa Hoa Kỳ để biến chúng thành sức mạnh thuyết phục cho bài diễn văn của ông. Ngay từ phần đầu của bài diễn văn, King đã mượn lời từ Diễn văn Gettysburg của Abraham Lincoln khi ông nói "Five score years ago..." (Một trăm năm trước...). Những gợi ý đến từ Kinh Thánh chiếm vị trí vượt trội. King trích dẫn từ Thi thiên (Thánh vịnh) 30:5 trong đoạn thứ nhì của bài diễn văn, khi nhắc đến điều khoản bãi bỏ nô lệ được ghi trong bản Tuyên ngôn Giải phóng Nô lệ, ông nói "Nó đã đến như bình minh rộn rã để kết thúc đêm dài tăm tối của kiếp nô lệ". Một gợi ý khác đến từ Kinh Thánh được tìm thấy trong đoạn thứ mười của bài diễn văn: "Không, không, chúng ta không hài lòng, và chúng ta sẽ không hài lòng cho đến khi sự công chính đổ xuống như nước chảy và sự chính trực như một dòng sông", đến từ Amos 5:24. King cũng trích dẫn từ Isaiah 40:4 khi ông nói "Tôi có một ước mơ, rồi có một ngày mọi thung lũng sẽ được nâng cao, mọi đồi núi sẽ bị hạ thấp, chỗ lồi lõm sẽ được san bằng, chỗ quanh co sẽ thành ngay thẳng, và sự vinh hiển của Thiên Chúa sẽ hiển lộ để mọi loài xác thịt cùng nhau chiêm ngưỡng..."
Sử dụng những chữ đầu một câu hoặc một phân đoạn để nhấn mạnh, sắp xếp và đẩy một ý tưởng lên đỉnh điểm (Campbell & Huxman, 2002, p. 177) là phép hùng biện được King sử dụng suốt bài diễn văn. Một ví dụ được tìm thấy ngay từ đầu khi King dẫn đưa đám đông đến cao trào: "Nay là lúc..." được lặp lại bốn lần trong đoạn thứ sáu của bài diễn văn. Nổi tiếng nhất là câu nói "Tôi có một ước mơ..." được lặp lại tám lần khi King phác họa bức tranh hòa hợp chủng tộc của một nước Mỹ hiệp nhất.
Theo sắp đặt của chương trình, King là người thứ mười sáu trong số mười tám diễn giả phát biểu trong ngày tổ chức cuộc tuần hành.
Dân biểu Hoa Kỳ John Lewis, ông cũng là một diễn giả tại sự kiện này với tư cách chủ tịch Ủy ban Phối hợp Sinh viên Bất bạo động, nhận xét, "Tiến sĩ King có sức mạnh, năng lực, và khả năng chuyển hóa những bậc thềm của Đài Tưởng niệm Lincoln thành một địa điểm được tưởng nhớ lâu dài. Bằng cung cách diễn thuyết của ông, King đã giáo dục, soi dẫn, và loan báo không chỉ cho những người có mặt ở đó, nhưng cho mọi người trên khắp nước Mỹ, và cho những thế hệ chưa sinh ra."
Những ý tưởng được thể hiện trong bài diễn văn phản ánh những ngược đãi King đã nếm trải như một người da đen, và kêu gọi sự quan tâm đến lý tưởng của nước Mỹ như là một quốc gia được thành lập để cung ứng quyền tự do và công lý cho mọi người, rồi ông củng cố và làm thăng hoa những lý tưởng ấy bằng cách đặt chúng vào một bối cảnh thiêng liêng với lập luận rằng sự công bằng xã hội là phù hợp với ý chỉ của Chúa. Như thế, bài diễn văn đã cống hiến cho nước Mỹ cơ hội được cứu rỗi khỏi tội kỳ thị chủng tộc. King miêu tả những gì nước Mỹ đã hứa hẹn là một "tín phiếu" mà nước Mỹ không chịu thanh khoản. Ông nói, "nước Mỹ đã trao cho người da đen một tấm ngân phiếu xấu", nay "chúng ta đến để đổi tấm ngân phiếu ấy thành tiền" bằng cách tuần hành ở Washington, D. C.

## Tranh cãi về bản quyền
Vì King thường phát những bản sao bài phát biểu của ông cho công chúng tại nơi diễn thuyết, đã có thời gian người ta tranh cãi về tình trạng bản quyền các bài phát biểu của ông. Việc này đã dẫn đến một vụ kiện, Công ty tài sản của Martin Luther King, Jr. kiện Công ty CBS, được tuyên là bên tài sản của King giữ bản quyền bài phát biểu và có quyền kiện. Việc sử dụng toàn văn hoặc một phần bài phát biểu mà chưa được cho phép vẫn có thể sử dụng trong một vài tình huống, đặc biệt là với lý do sử dụng hợp lý hoặc trích dẫn hợp lý. Theo luật hiện hành thì bài phát biểu vẫn được Hoa Kỳ bảo hộ bản quyền cho đến năm 2038, tức là 70 năm sau khi King mất.

## Phản hồi
Một ngày sau, bài diễn văn nhận được sự ca tụng, và được những nhà quan sát xem là đỉnh cao của cuộc tuần hành. James Reston, một cây bút của tờ New York Times, nhận xét, "Tiến sĩ King đã chạm đến tất cả chủ đề của ngày ấy, chỉ để làm tốt hơn những người khác. Ông là một biểu tượng đầy trọn cho Lincoln và Gandhi, và thấm đẫm tinh thần của Kinh Thánh. Ông vừa quyết liệt vừa trầm lắng, và khiến đám đông ra về với cảm giác rằng một cuộc hành trình dài là xứng đáng". Reston cũng nhận thấy "sự kiện đã được truyền hình và báo chí tường thuật tốt hơn bất cứ sự kiện nào khác kể từ lễ nhậm chức của Tổng thống Kennedy," và tin rằng "sẽ còn lâu lắm [Washington] mới quên được giọng du dương u buồn của Mục sư Martin Luther King Jr. nói với đám đông về ước mơ của ông." Một bài viết của Mary McGrory đăng trên tờ Boston Globe thuật lại rằng diễn từ của King đã "hút hồn" và "cảm động đám đông" trong ngày ấy theo cách không một diễn giả nào khác có thể làm được. Marquis Childs của tờ Washington Post viết rằng diễn văn của King "vượt quá thuật hùng biện đơn thuần". Một bài báo trên tờ Los Angeles Times bình luận rằng "tài hùng biện vô song" được thể hiện bởi King, "nhà hùng biện siêu đẳng" với phong cách cách quá hiếm hoi đến nỗi hầu như bị lãng quên trong thời đại chúng ta, "đã khiến những kẻ chủ trương phân biệt phải hổ thẹn" bằng cách soi sáng "lương tâm của nước Mỹ" với công lý của chính nghĩa quyền công dân.

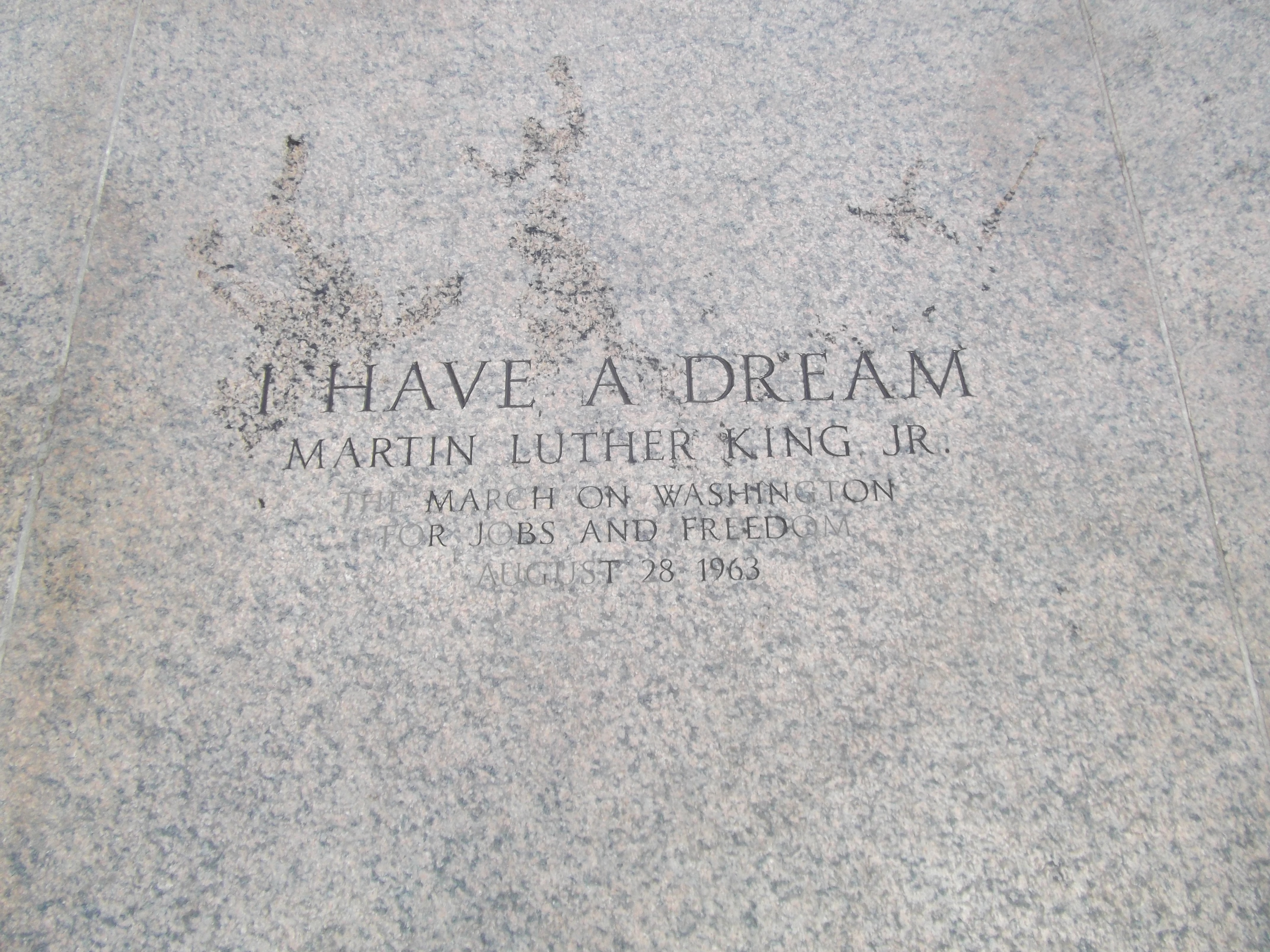
Địa điểm King đọc bài diễn văn trên những bậc thềm của Đài Tưởng niệm Lincoln được lưu dấu bằng tấm đá hoa cương

William C. Sullivan, người đứng đầu đơn vị phản gián của FBI, CONIELPRO, hai ngày sau khi King đọc diễn từ "Tôi có một ước mơ", viết một bản ghi nhớ về ảnh hưởng đang gia tăng của King: "Xét đến ảnh hưởng trên người da đen, với bài diễn văn mị dân đầy thu hút của King hôm qua, ông ấy đứng vượt trội hơn hẳn tất cả lãnh tụ da đen cộng lại. Chúng ta phải đánh dấu ông ta ngay bây giờ, nếu trước đây chưa làm như thế, như là người da đen nguy hiểm nhất trong tương lai tại quốc gia này".

## Di sản
Cuộc Tuần hành tại Washington gây áp lực trên chính quyền Kennedy thúc đẩy việc thông qua đạo luật dân quyền tại Quốc hội. Theo nhật ký của Arthur M. Schlesinger, Jr. (phụ tá đặc biệt cho Tổng thống Kennedy từ năm 1961-63) phát hành năm 2007 sau khi ông mất, nói rằng Tổng thống Kennedy tỏ ra lo lắng nếu cuộc tuần hành không thu hút được nhiều người sẽ ảnh hưởng đến nỗ lực thúc đẩy dân quyền của ông.
Sau cuộc tuần hành, tạp chí TIME chọn King là Nhân vật của Năm năm 1963, năm sau ông được trao tặng Giải Nobel Hòa bình, King là người trẻ tuổi nhất được nhận vinh dự này khi ấy.
Năm 2002, Thư viện Quốc hội vinh danh "Tôi có một ước mơ" khi chọn bài diễn văn vào Danh sách Ghi âm Quốc gia (tuyển chọn những bản ghi âm có tầm quan trọng về văn hóa, lịch sử, và thẩm mỹ, hoặc phản ảnh cuộc sống tại Hoa Kỳ).
Năm 2003, Cục Công viên Quốc gia khánh thành một bệ đá hoa cương đánh dấu địa điểm King đọc bài diễn văn tại Đài Tưởng niệm Lincoln.

## Trích dẫn
| “ | I am happy to join with you today in what will go down in history as the greatest demonstration for freedom in the history of our nation. Five score years ago, a great American, in whose symbolic shadow we stand today, signed the Emancipation Proclamation. This momentous decree came as a great beacon of hope to millions of slaves, who had been seared in the flames of whithering injustice. It came as a joyous daybreak to end the long night of their captivity. But one hundred years later, the colored America is still not free. One hundred years later, the life of the colored American is still sadly crippled by the manacle of segregation and the chains of discrimination. One hundred years later, the colored American lives on a lonely island of poverty in the midst of a vast ocean of material prosperity. One hundred years later, the colored American is still languishing in the corners of American society and finds himself an exile in his own land So we have come here today to dramatize a shameful condition. In a sense we have come to our Nation’s Capital to cash a check. When the architects of our great republic wrote the magnificent words of the Constitution and the Declaration of Independence, they were signing a promissory note to which every American was to fall heir. This note was a promise that all men, yes, black men as well as white men, would be guaranteed the inalienable rights of life liberty and the pursuit of happiness. It is obvious today that America has defaulted on this promissory note insofar as her citizens of color are concerned. Instead of honoring this sacred obligation, America has given its colored people a bad check, a check that has come back marked “insufficient funds.” But we refuse to believe that the bank of justice is bankrupt. We refuse to believe that there are insufficient funds in the great vaults of opportunity of this nation. So we have come to cash this check, a check that will give us upon demand the riches of freedom and security of justice. We have also come to his hallowed spot to remind America of the fierce urgency of Now. This is not time to engage in the luxury of cooling off or to take the tranquilizing drug of gradualism. Now is the time to make real the promise of democracy. Now it the time to rise from the dark and desolate valley of segregation to the sunlit path of racial justice. Now it the time to lift our nation from the quicksand of racial injustice to the solid rock of brotherhood. Now is the time to make justice a reality to all of God’s children. I would be fatal for the nation to overlook the urgency of the moment and to underestimate the determination of it’s colored citizens. This sweltering summer of the colored people’s legitimate discontent will not pass until there is an invigorating autumn of freedom and equality. Nineteen sixty-three is not an end but a beginning. Those who hope that the colored Americans needed to blow off steam and will now be content will have a rude awakening if the nation returns to business as usual. There will be neither rest nor tranquility in America until the colored citizen is granted his citizenship rights. The whirlwinds of revolt will continue to shake the foundations of our nation until the bright day of justice emerges. We can never be satisfied as long as our bodies, heavy with the fatigue of travel, cannot gain lodging in the motels of the highways and the hotels of the cities. We cannot be satisfied as long as the colored person’s basic mobility is from a smaller ghetto to a larger one. We can never be satisfied as long as our children are stripped of their selfhood and robbed of their dignity by signs stating “for white only.” We cannot be satisfied as long as a colored person in Mississippi cannot vote and a colored person in New York believes he has nothing for which to vote. No, no we are not satisfied and we will not be satisfied until justice rolls down like waters and righteousness like a mighty stream. I am not unmindful that some of you have come here out of your trials and tribulations. Some of you have come from areas where your quest for freedom left you battered by storms of persecutions and staggered by the winds of police brutality. You have been the veterans of creative suffering. Continue to work with the faith that unearned suffering is redemptive. Go back to Mississippi, go back to Alabama, go back to South Carolina go back to Georgia, go back to Louisiana, go back to the slums and ghettos of our modern cities, knowing that somehow this situation can and will be changed. Let us not wallow in the valley of despair. I say to you, my friends, we have the difficulties of today and tomorrow. I still have a dream. It is a dream deeply rooted in the American dream. I have a dream that one day this nation will rise up and live out the true meaning of its creed. We hold these truths to be self-evident that all men are created equal. I have a dream that one day out in the red hills of Georgia the sons of former slaves and the sons of former slaveowners will be able to sit down together at the table of brotherhood. I have a dream that one day even the state of Mississippi, a state sweltering with the heat of oppression, will be transformed into an oasis of freedom and justice. I have a dream that my four little children will one day live in a nation where they will not be judged by the color of their skin but by their character. I have a dream today. I have a dream that one day down in Alabama, with its vicious racists, with its governor having his lips dripping with the words of interposition and nullification; that one day right down in Alabama little black boys and black girls will be able to join hands with little white boys and white girls as sisters and brothers. I have a dream today. I have a dream that one day every valley shall be engulfed, every hill shall be exalted and every mountain shall be made low, the rough places will be made plains and the crooked places will be made straight and the glory of the Lord shall be revealed and all flesh shall see it together. This is our hope. This is the faith that I will go back to the South with. With this faith we will be able to hew out of the mountain of despair a stone of hope. With this faith we will be able to transform the jangling discords of our nation into a beautiful symphony of brotherhood. With this faith we will be able to work together, to pray together, to struggle together, to go to jail together, to climb up for freedom together, knowing that we will be free one day. This will be the day when all of God’s children will be able to sing with new meaning “My country ’tis of thee, sweet land of liberty, of thee I sing. Land where my father’s died, land of the Pilgrim’s pride, from every mountainside, let freedom ring!” And if America is to be a great nation, this must become true. So let freedom ring from the hilltops of New Hampshire. Let freedom ring from the mighty mountains of New York. Let freedom ring from the heightening Alleghenies of Pennsylvania. Let freedom ring from the snow-capped Rockies of Colorado. Let freedom ring from the curvaceous slopes of California. But not only that, let freedom, ring from Stone Mountain of Georgia. Let freedom ring from every hill and molehill of Mississippi and every mountainside. When we let freedom ring, when we let it ring from every tenement and every hamlet, from every state and every city, we will be able to speed up that day when all of God’s children, black men and white men, Jews and Gentiles, Protestants and Catholics, will be able to join hands and sing in the words of the old spiritual, “Free at last, free at last. Thank God Almighty, we are free at last.” | ” |